# イアン・ボサム
サー・イアン・テランス・ボサム（英: Sir Ian Terence Botham、1955年11月24日 - ）は、イングランド・チェシャー・ヘスウォール出身の元プロクリケット選手。OBE。クリケットの歴史の中でも屈指の選手である。